# Aymeric Picaud
Aymeric Picaud fou un monjo benedictí de Parthenay, a la zona de Poitou, que va viure al segle xii. Se li ha atribuït l'autoria del Còdex Calixtí o, si més no, del seu cinqué llibre, la Guia del pelegrí del camí de Sant Jaume, escrit si fa no fa al 1140.
Aimery Picaud feu el pelegrinatge a Santiago a cavall, visità un gran nombre de santuaris de la cristiandat, rutes que descriu fil per randa en diversos aspectes: pobles i santuaris, anècdotes, camins, itineraris...

## Autoria discutida
L'autoria de la Guia del pelegrí s'ha qüestionat. L'esment del nom Aimeric Picaud dues vegades en aquest text ha justificat durant molt de temps que se li'n consideràs l'autor, però Bernard Gicquel ha demostrat que no ho fou. Aquest autor afirma que Picaud hauria estat el compilador cap a 1135 dels «22 miracles» atribuïts després a Calixt II, aplegats al Còdex Calixtí. L'autor de la Guia del pelegrí hauria estat Hug el Poteví, monjo de Vézelay i redactor de la Crònica de Vézelay.